# Modern Chess Openings
Modern Chess Openings és un rellevant llibre d'obertures d'escacs, publicat per primer cop el 1911 pels jugadors britànics Richard Griffith (1872 - 1955) i John Herbert White (1880-1920). En literatura escaquística, aquest llibre és sovint citat pel seu acrònim en anglès: MCO.
Tot i que el Handbuch des Schachspiels de Paul Rudolf von Bilguer era una obra de més prestigi, es va quedar obsoleta en els anys 1930. MCO es va fer ràpidament popular entre els escaquistes anglòfons, i va continuar actualitzant-se durant el segle xx, amb 14 edicions entre 1911 i 1999. Les primeres edicions eren prou petites per guardar-les en una butxaca (la primera edició tenia 190 pàgines), però les edicions posteriors van créixer, i la 14a i més recent versió és de 734 pàgines.
Les primeres tres edicions (1911, 1913 i 1916) van ser obra de Griffith i White, amb una introducció de Henry Ernest Atkins. Les edicions fins a 1946 continuaren essent atribuïdes a Griffith i White, amb Philip W. Sergeant i Maurice Edward Goldstein col·laborant en les revisions a partir de la 4a edició de 1925. El 1939, Reuben Fine va esdevenir el primer Gran Mestre a editar MCO. Fine no va poder treballar en les següents edicions de MCO, i el 1948 va escriure una obra paral·lela, Practical Chess Openings. Com que PCO no va ser revisada en edicions posteriors, MCO va continuar essent la referència d'obertures més popular en anglès.
El nord-americà Walter Korn va treballar de la 7a edició a la 13a, assumint l'editorial amb MCO-8 el 1952. Korn va ser ajudat en algunes edicions per Jack Collins, Larry Evans i Nick de Firmian. Les dotze primeres edicions utilitzaven la notació descriptiva per transcriure els moviments i només a partir de MCO-13 (de 1990) va utilitzar l'estàndard actual de la notació algebraica. L'edició més recent, MCO-14, de 1999, va ser escrita i editada per de Firmian. La 15a edició, escrita novament per de Firmian, es va publicar l'abril de 2008.
Des de 1980, van començar a aparèixer d'altres enciclopèdies d'obertures en un sol volum que rivalitzaven amb MCO: Batsford Chess Openings (BCO) el 1982 i 1989, Nunn's Chess Openings (NCO) el 1999, i l'obra de Paul van der Sterren Fundamental Chess Openings el 2009. John Watson va escriure que MCO-13 "no acompleix les expectatives modernes", però indicà que MCO-14 era "una enorme actualització i millora sobre l'edició precedent #13 en pràcticament tots els sentits" i comparable en qualitat a NCO.

## Edicions
| Edició | Any  | Autors |
| ------ | ---- | --- |
| 1      | 1911 | Richard Griffith i John Herbert White, amb una introducció de Henry Ernest Atkins                                              |
| 2      | 1913 | Richard Griffith i John Herbert White, amb una introducció de Henry Ernest Atkins                                              |
| 3      | 1916 | Richard Griffith i John Herbert White                                                                                          |
| 4      | 1925 | Richard Griffith i John Herbert White, completament revisada per Richard Griffith, M. E. Goldstein i Philip W. Sergeant        |
| 5      | 1932 | Richard Griffith i John Herbert White, completament revisada per Richard Griffith, M. E. Goldstein i P. W. Sergeant            |
| 6      | 1939 | Richard Griffith i John Herbert White, completament revisada per Reuben Fine, Richard Griffith i P. W. Sergeant                |
| 7      | 1946 | Richard Griffith i John Herbert White, completament revisada per Walter Korn amb l'edició de Richard Griffith i P. W. Sergeant |
| 8      | 1952 | editada i completament revisada per Walter Korn                                                                                |
| 9      | 1957 | completament revisada per Walter Korn i John W. Collins                                                                        |
| 10     | 1965 | completament revisada per Larry Evans sota l'editorial de Walter Korn                                                          |
| 11     | 1972 | Walter Korn |
| 12     | 1982 | Walter Korn |
| 13     | 1990 | Walter Korn, revisada per Nick de Firmian                                                                                      |
| 14     | 1999 | completament revisada per Nick de Firmian                                                                                      |
| 15     | 2008 | completament revisada per Nick de Firmian                                                                                      |